# Daniel Montenegro
Daniel Gastón Montenegro (Buenos Aires, 28 marzo 1979) è un ex calciatore argentino, di ruolo centrocampista.

## Carriera

### Club
Montenegro ha cominciato la sua carriera all'Huracán nel 1997: da allora ha giocato per diverse squadre in Argentina. Conta anche delle apparizioni in Francia, in Spagna e in Russia: ha giocato per l'Olympique Marsiglia in Francia nel 2000, per il Real Saragozza e l'Osasuna in Spagna, e per il Saturn in Russia.
In Argentina ha trascorso due periodi all'Huracán, altri due periodi con il River Plate, e tre anni con l'Independiente.
Dopo più di 100 presenze lascia la squadra argentina per trasferirsi in Messico al Club América.

### Nazionale
Montenegro conta alcune presenze con la Nazionale argentina: ha debuttato nella gara contro il Cile il 18 aprile 2007.

## Palmarès

### Club

#### Competizioni nazionali
- Coppa di Spagna: 1

Real Saragozza: 2000-2001
- Campionato argentino: 1

Independiente: Apertura 2002

### Nazionale
- Campionato sudamericano di calcio Under-20: 1

1999

### Individuale
- Capocannoniere della Coppa Libertadores: 1

2006 (5 gol, a pari merito con Aloísio, Félix Borja, José Luis Calderón, Agustín Delgado, Sebastián Ereros, Ernesto Farías, Fernandão, Marcinho, Patricio Urrutia, Nilmar, Mariano Pavone, Jorge Quinteros e Washington)